# Prison des femmes
Ne doit pas être confondu avec Prison pour femmes de Les Corts.
Prison For Women
La prison des femmes (en anglais : Prison For Women ou P4W), est une ancienne prison fédérale canadienne pour femmes située à Kingston, dans la province de l'Ontario. Gérée par le Service correctionnel Canada, elle a fonctionné à un niveau de sécurité maximale de 1934 à 2000. Elle est devenue tristement célèbre au milieu des années 1990, à la suite des fouilles corporelles d'un groupe d'émeutières qui ont ému l'opinion publique et déclenché une inspection menée par la juge Louise Arbour.

## Histoire de l'établissement
Jusqu'en janvier 1934, les délinquantes les plus problématiques étaient incarcérées dans le département des femmes du pénitencier de Kingston, situé de l'autre côté de la rue. La décision de construire un bâtiment spécifique aux femmes n'a été prise qu'en 1925, à une époque où la surpopulation carcérale obligeait certaines détenues à dormir dans les couloirs.
Durant la seconde guerre mondiale, des femmes de nationalité allemande sont incarcérées au P4W. Considérées comme des prisonnières de guerre, elles sont séparées des prisonnières de droit commun. À partir de 1941, les détenues participent à l'effort de guerre en cousant pour le Ministère de la défenses des taies d'oreillers et à élever des poules pondeuses. Ce n'est qu'au sortir de la guerre en 1949 que les visiteuses de l'association canadienne des sociétés Elizabeth Fry commencent à proposer des cours d'alphabétisation et des activités récréatives aux détenues.
Dans les années 1950, la prison accueille des détenues Doukhobors, ce qui ne va pas sans perturber la vie carcérale lorsque celles-ci protestent en se lançant dans une grève de la faim ou en se déshabillant. C'est également une période où des actions sont entreprises pour améliorer les conditions matérielles de détention : arrivée de la télévision en 1956, participation à des compétitions sportives avec l'extérieur, agrandissement de la bibliothèque...
De plus en plus, l'idée que toutes les détenues ne sont pas identiques et qu'elles doivent être aidées en tant qu'individus commence à s'imposer. En 1956-57, le premier programme pour détenues en fin de peine est mis en œuvre avec l'aide de la Société Elizabeth Fry. En 1957, le premier travailleur social est nommé au sein du personnel et les premiers rapports de classification sont établis pour les nouvelles détenues, l'objectif étant de rédiger un rapport initial, et suivre chaque femme jusqu'à sa remise en liberté. Un psychiatre est recruté en 1959. Les controverses se multiplient toutefois au sein de l'établissement. Tout d'abord, certaines populations sont l'objet de discrimination. En 1970, un rapport d'inspection demande la révision de la Loi fédérale sur les prisons et les maisons de correction, afin  de supprimer les traitements discriminatoires que subissent les détenues francophones, catholiques et autochtones. Ainsi, régulièrement considérées comme particulièrement dangereuses,, les détenues autochtones constituent une proportion importante de la population carcérale et signalent l'attitude violente du personnel pénitentiaire. De plus, le LSD a été administré aux détenues dans le cadre de tests médicaux aujourd'hui considérés comme éthiquement douteux. Selon un rapport de 1981, rédigé par la Commission des droits humains, les programmes de réinsertion proposés sont par ailleurs jugés insuffisants et inférieurs en qualité à ceux proposés au public masculin et demande une mise à niveau des conditions de détention. Des grèves de la faim, des suicides, des automutilations et des émeutes sont le signe que les choses ne se passent pas correctement.
En avril 1994, une émeute éclate. Elle est réprimée par le service de sécurité masculin du pénitencier de Kingston et amène la juge Louise Arbour, alors de la Cour d'appel de l'Ontario, à diriger ce qui est devenu la Commission d'enquête sur certains événements à la prison des femmes de Kingston, qui conclut que le traitement des détenues dans l'établissement a été « cruel, inhumain et dégradant ».
À partir de 1995, les détenues sont transférées dans d'autres établissements fédéraux. La dernière détenue quitte le site le 8 mai 2000.
En janvier 2008, l'Université Queen's a pris possession de l'ancien site de la Prison des femmes. Lors de la réhabilitation du site, trois des quatre murs de sécurité en pierre ont été détruits.

## Le Chant de la forte femme
Le Chant de la forte femme est un chant autochtone associé aux femmes détenues dans les prisons fédérales au Canada. On raconte à son sujet que les détenues ont commencé à la chanter pendant l'émeute d'avril 1994, ce qui a eu pour effet d'irriter encore plus les agents du maintien de l'ordre. Ni la chanson, ni cet aspect de l'incident, n'ont été mentionnés dans le rapport Arbour. La chanson a été enregistrée et partagée en ligne. Ce Chant de la forte femme trouve son origine au P4W dans les années 1970 et continue d'être chanté dans les prisons pour femmes à travers le Canada. Il a été repris par la spécialiste de l'environnement américaine Leah Gerber (en), dans son court métrage The House that Becky Built.

## Détenues célèbres
- Karla Homolka – tueuse en série, transférée à l'Établissement Joliette pour femmes après la fermeture de P4W[14].

- Ann Hansen - anarchiste canadienne et ancienne membre de Squamish Five.